# Fábri Gergely
Fábri Gergely (I.) (Osgyán, 1707 júliusa – Nemescsó, 1766. január 1.) a Dunántúli evangélikus egyházkerület szuperintendense (azaz püspöke) 1750-től 1753-ig.

## Élete
Osgyánban kezdett tanulni. 1723-ig Győr, ettől fogva Késmárk volt tanulásának helye, ahonnan 1726-ban nevelőnek ment. Egy év múlva a soproni iskolának lett növendéke, majd külföldre látogatott el s ott 1728. október 2-án a wittenbergi egyetemre iratkozott be. Két és fél év múlva tért vissza hazájába, hol 1731 tavaszán conrectori és diakonusi állást foglalt el Győrött, melyről már 1732 augusztusában rektornak lépett elő. 1737 májusában lelkész lett Vadosfán. 1742-ben jegyzőjévé, 1750 áprilisában püspökévé választotta a dunántúli egyházkerület. Egy 1745-ben elmondott gyászbeszéde miatt perbe fogták, de 1750-ben fölmentették. Ám nem ily szerencsésen végződött egy másik ügye. A vadosfai római katolikus kápolna fölszentelése alkalmával 1751. augusztus 20-án ugyanis zavargás támadt, miért őt is felelősségre vonták s 1752. október 26-tól várfogságban tartották egészen 1753. április 13-ig, midőn a Helytartótanács ítélete elmozdította mind püspöki, mind vadosfai lelkészi hivatalától. Ez évi augusztusban aztán Kertára, 1759-ben Nemescsóra hívták meg papnak. 

## Művei
- Útitárs… (Énekek és imák, Nürnberg [igazában Győr] 1734. – sok kiadást ért.)
- Szentírásbeli igékkel és példákkal megbővíttetett győri kis katechismus. (Jena, 1751.)

Az első perének tárgyául szolgáló gyászbeszédét, valamint védbeszédét a P. E. I. L. 1872. évi folyama közölte. Részt vett az egyik Sartorius János által szerkesztett „Magyar lelki óra” tartalmának egybegyűjtésében. Minthogy pedig teológiai kézikönyvek kiadását tervezte s e vállalatban a katechika, dogmatika és erkölcstan kidolgozását magának tartotta fenn, hihető, hogy ezeknek is elkészítette legalább egy részét.